# Choluteca
Choluteca este un municpiu din Honduras și capitala departamentului Choluteca.